# نيلسون إم. كوكي
نيلسون إم. كوكي (بالإنجليزية: Nelson M. Cooke)‏ هو شخصية أعمال أمريكي، ولد في 28 نوفمبر 1903 في ديفيس سيتي في الولايات المتحدة، وتوفي في 30 نوفمبر 1965 في بيثيسدا في الولايات المتحدة.